# Барранкилья
Барранки́лья (исп. Barranquilla МФА: /ba.raŋˈki.ʝa/о файле) — индустриальный, портовый город и муниципалитет, расположенный на севере Колумбии. Столица департамента Атлантико, является крупнейшим портом и промышленным городом Колумбийского карибского региона и четвёртым крупнейшим городом Колумбии. Этот город также известен как колыбель колумбийской авиации и красочного карнавала.

## История
Город известен как Колумбийские Золотые Ворота (исп. La Puerta de Oro de Colombia). На данный момент нет никаких точных указаний на дату основания города, однако первое упоминание о нём датировано 1629 годом. Несмотря на это, местные жители предпочитают считать днём основания Барранкильи 7 апреля — дату, когда нынешнему городу был присвоен в 1813 году статус деревни. В 1834 году Барранкилья насчитывала 11 212 человек (по данным официальной переписи населения), чуть меньше, чем город Санта Марта, и не меньше половины города Картахена. К началу XX века Барранкилья стала крупным портом. Этот город стал укрытием для нескольких волн эмигрантов из Европы, а также из Ближнего Востока и Азии во время первой и второй мировых войн.
Первый аэропорт в Южной Америке был также построен в Барранкилье.
В начале 1970-х годов существовал проект по сборке в Барранкилье советских пассажирских самолётов Як-40. В 1972 году был собран один самолёт, и проект был закрыт.

## Климат

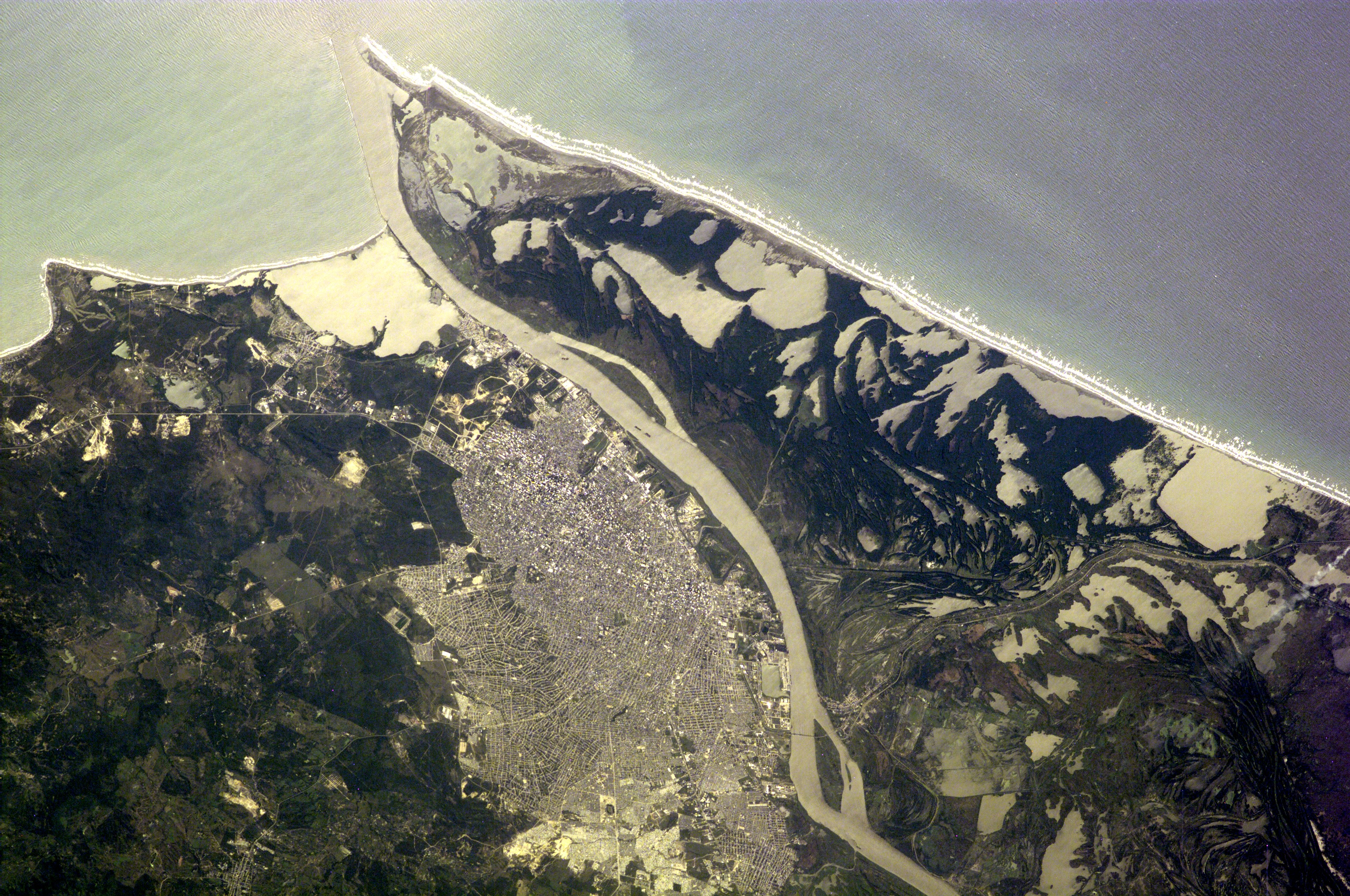
Вид на Барранкилью из космоса.

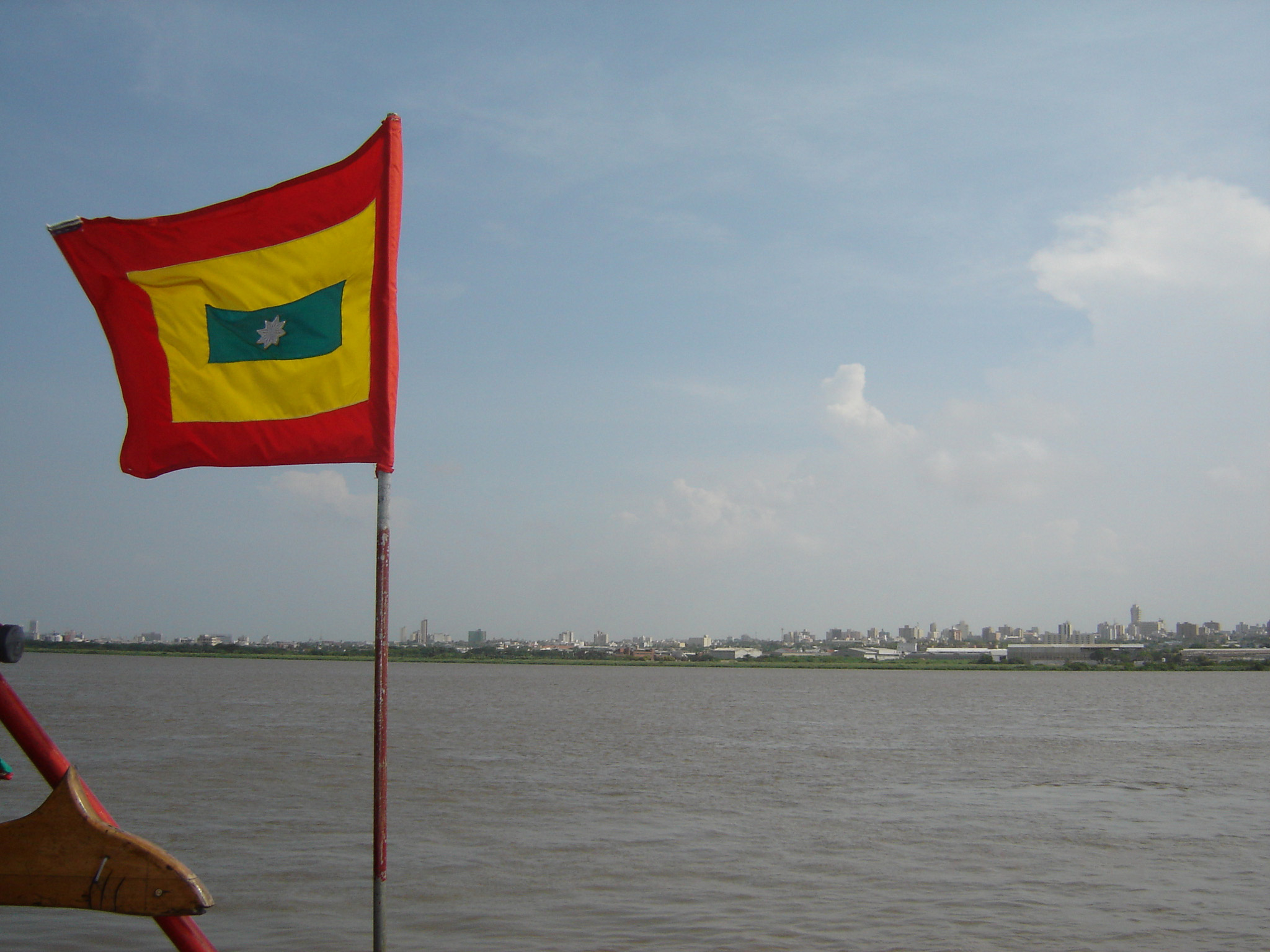
Вид на Барранкилью с реки Магдалена.

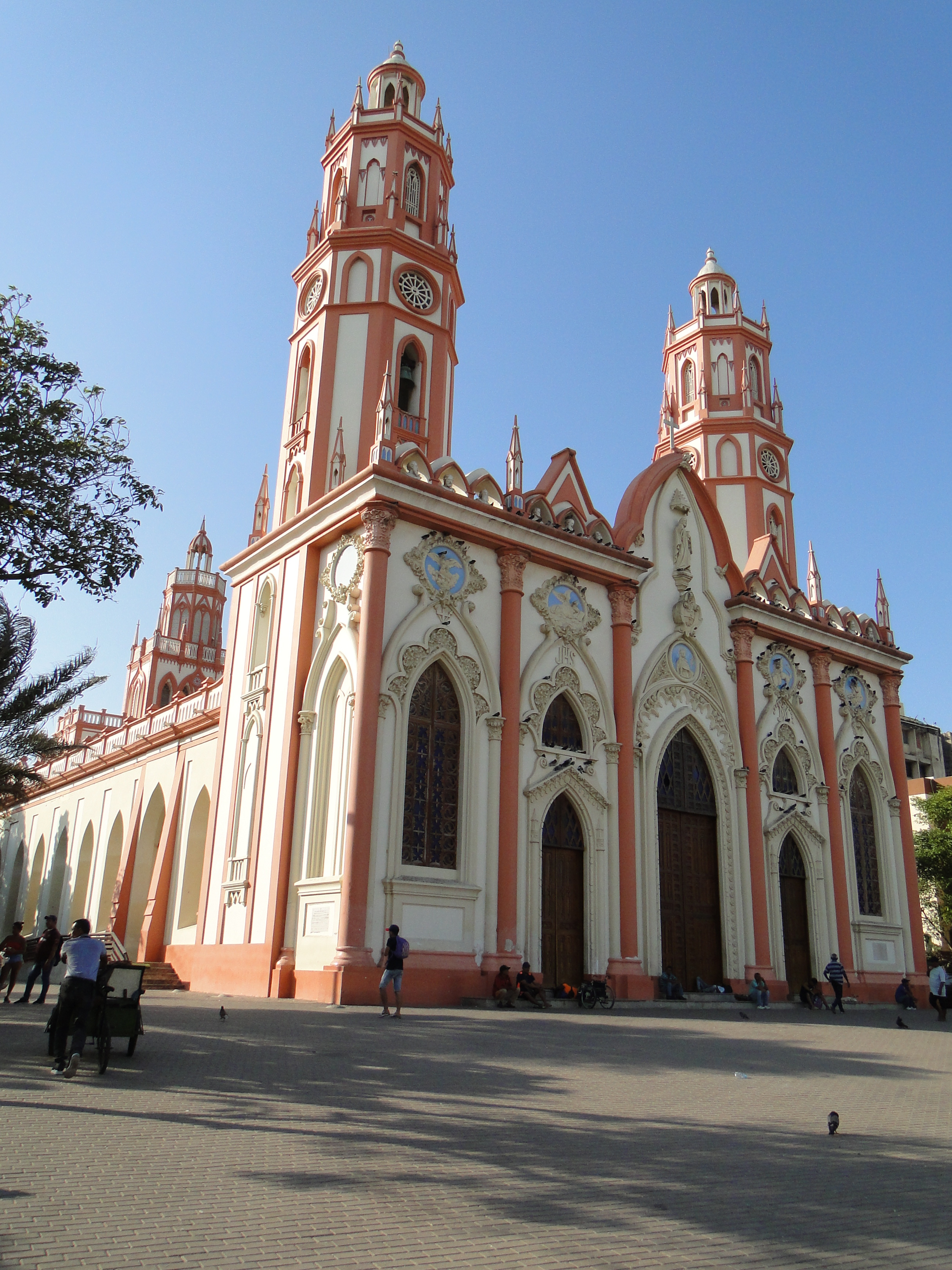
Собор Св. Николая

| Показатель                    | Янв. | Фев. | Март | Апр. | Май  | Июнь | Июль | Авг. | Сен. | Окт. | Нояб. | Дек. | Год  |
| ----------------------------- | ---- | ---- | ---- | ---- | ---- | ---- | ---- | ---- | ---- | ---- | ----- | ---- | ---- |
| Средний суточный максимум, °C | 31,5 | 31,8 | 32,1 | 32,8 | 33,4 | 33,0 | 32,9 | 33,1 | 32,7 | 32,1 | 31,9  | 31,5 | 32,4 |
| Средняя температура, °C       | 26,6 | 26,8 | 27,0 | 27,5 | 28,1 | 28,1 | 28,1 | 27,9 | 27,7 | 27,3 | 27,4  | 27,0 | 27,4 |
| Средний суточный минимум, °C  | 23,5 | 23,5 | 23,9 | 24,4 | 24,8 | 24,6 | 24,6 | 24,5 | 24,2 | 23,9 | 24,2  | 23,9 | 24,1 |
| Норма осадков, мм             | 5    | 1    | 0    | 25   | 92   | 104  | 70   | 102  | 146  | 182  | 79    | 24   | 830  |
| Источник: World Climate       |      |      |      |      |      |      |      |      |      |      |       |      |      |

## Транспорт

### Водный транспорт
Несмотря на то, что Барранкилья находится в 15 км от моря и стоит на реке, этот город сравнительно недавно стал крупным портом. До конца XIX века суда, перевозившие товары по реке Магдалена, использовали в качестве порта расположенный к юго-западу приморский город Картахену. Они спускались по Магдалене до города Каламара (примерно в 100 км к югу от Барранкильи) и оттуда следовали дальше по каналу, связующему Каламар с Карибским морем. Тогда дельта Магдалены была труднодоступной для судов, и лишь специальные гидротехнические работы в конце XIX века изменили положение к лучшему. Мероприятия по регулированию дна с одновременным строительством гавани Барранкильи способствовали превращению этого города в самый крупный порт Колумбии. Отсюда колумбийский кофе вывозится морским путём во все страны мира. Кроме кофе важными продуктами экспорта являются текстиль, цемент, продукция химической промышленности.

## Известные уроженцы
- Кармен Вильялобос (род. 1983) — колумбийская актриса.
- Шакира (род. 1977) — колумбийская певица.
- Паулина Вега Дьеппа (род. 1993) — Мисс Вселенная 2014.
- София Вергара (род. 1972) — колумбийская актриса, модель, телеведущая.

## Породнённые города (города-побратимы)
- Буэнос-Айрес, Аргентина
- Тампа, США
- Нанкин, Китай
- Гаосюн, Китайская Республика (Тайвань)
- Тула, Россия